# بكفرد كراس (تشيشير)
بكفرد كراس (بالإنجليزية: Backford Cross)‏ هي قرية تقع في المملكة المتحدة في شمال غرب إنجلترا.